# Veon
Veon, früher VimpelCom, mit Sitz in Hamilton auf Bermuda und operativer Hauptzentrale in Amsterdam ist neben Mobile TeleSystems und MegaFon einer der größten Mobilfunkanbieter in Russland und anderen Staaten der GUS. In Russland ist das Unternehmen unter dem Markennamen Beeline (russisch Билайн) tätig.
Die Aktien des Unternehmens werden an der NASDAQ gehandelt und sind im Aktienindex NASDAQ 100 enthalten.

## Unternehmen und Aktie
Bis 2010 war die Konzernobergesellschaft die OJSC VimpelCom mit Sitz in Moskau, deren Aktien an der New York Stock Exchange gehandelt wurden. Heute ist es die VimpelCom Ltd. mit Sitz in Hamilton auf Bermuda, operativer Hauptzentrale in Amsterdam und Börsennotierung an der NASDAQ.
Heute ist das Unternehmen mehrheitlich im Besitz der luxemburgischen LetterOne-Gruppe, die 47,9 % der stimmberechtigten Aktien hält. Weiterer Hauptaktionär mit 43,0 % der Aktien ist Telenor.

## Geschichte
Das Unternehmen wurde 1992 von Dmitri Simin gegründet und fing im selben Jahr damit an, in Russland versuchsweise Mobilfunkdienstleistungen anzubieten, damals noch nach dem inzwischen veralteten AMPS-Standard. Anfang 1993 erhielt WympelKom eine AMPS-Lizenz für den Großraum Moskau und fing damit an, das Netz auszubauen. Im August 1993 trat die Firma erstmals unter dem Markennamen Beeline auf. 1997 fing das Unternehmen an, zum GSM-Standard überzugehen. Bereits 1999 wurde Beeline zum führenden Mobilfunkanbieter in der Moskauer Region; im selben Jahr begann es als erster Mobilfunkanbieter Russlands, Prepaid-Pakete zu vertreiben. 2002 wurde die Dienstleistungspalette um Multimedia Messaging Service ergänzt.
Am 16. November 2006 wurde das armenische Mobilfunkunternehmen ArmenTel für 341,9 Mio. US-Dollar zu 90 % übernommen. Die Anteile lagen zuvor bei der griechischen OTE. Zudem verpflichtete sich VimpelCom Schulden in Höhe von 40 Mio. USD zu übernehmen. Die verbliebenen 10 % der ArmenTel werden vom armenischen Staat gehalten. 2008 änderte man den Namen in Beeline.
Im Jahr 2013 war Vimpelcom als Mobilfunkanbieter in den meisten GUS-Ländern, Italien sowie zusätzlich über die Global Telecom Holding in Algerien, Burundi, Simbabwe, Pakistan, Bangladesh, Kanada, Laos und der Zentralafrikanischen Republik aktiv. VimpelCom besitzt die Marken „Beeline“, „Kyivstar“, „Wind“, „Infostrada“ „Mobilink“, „Leo“, „banglalink“, „Telecel“, und „Djezzy“.
Mit 222 Mio. Kunden ist VimpelCom der weltweit siebtgrößte Mobilfunkanbieter.
Im Zuge der Mobilfunk-Festnetz-Konvergenz gelang es Beeline bis 2009 mit 7,5 Mio. anschlussfähigen und 724.000 angeschlossenen Fiber-to-the-Home Haushalten Russland fast aus dem Stand an die Spitze der internationalen Statistik zu setzen. Dies dürfte auch daran liegen, dass laut Boris Nemšić in Russland Glasfaser vereinfacht auch als Freileitung von Gebäude zu Gebäude verlegt werden darf.
Am 31. Dezember 2016 ging die VimpelCom Joint Venture mit der chinesischen CK Hutchison Holdings ein und gründete die Wind Tre S.p.A. Das Unternehmen selbst ist ein Zusammenschluss der ehemaligen zu VimpelCom gehörenden Wind Telecomunicazioni sowie H3G. Dadurch entstand der drittstärkste Mobilfunkbetreiber Italiens. Am 7. September 2018 stieg Veon aus dem Joint Venture aus und veräußerte alle Anteile an Hutchison.
Im Oktober 2023 zog sich VEON aus Russland zurück und verkaufte russische Vermögenswerte an Vimpelcom. In der Ukraine ist VEON durch Kyivstar vertreten, dem mit 24 Millionen Mobilfunkteilnehmern und 1,1 Millionen Heim-Internet-Teilnehmern im Juni 2023 größten Kommunikations-Anbieter in der Ukraine.
Im November 2023 wurde Mike Pompeo, einst Außenminister unter Donald Trump, Vorstandsmitglied bei Kyivstar.

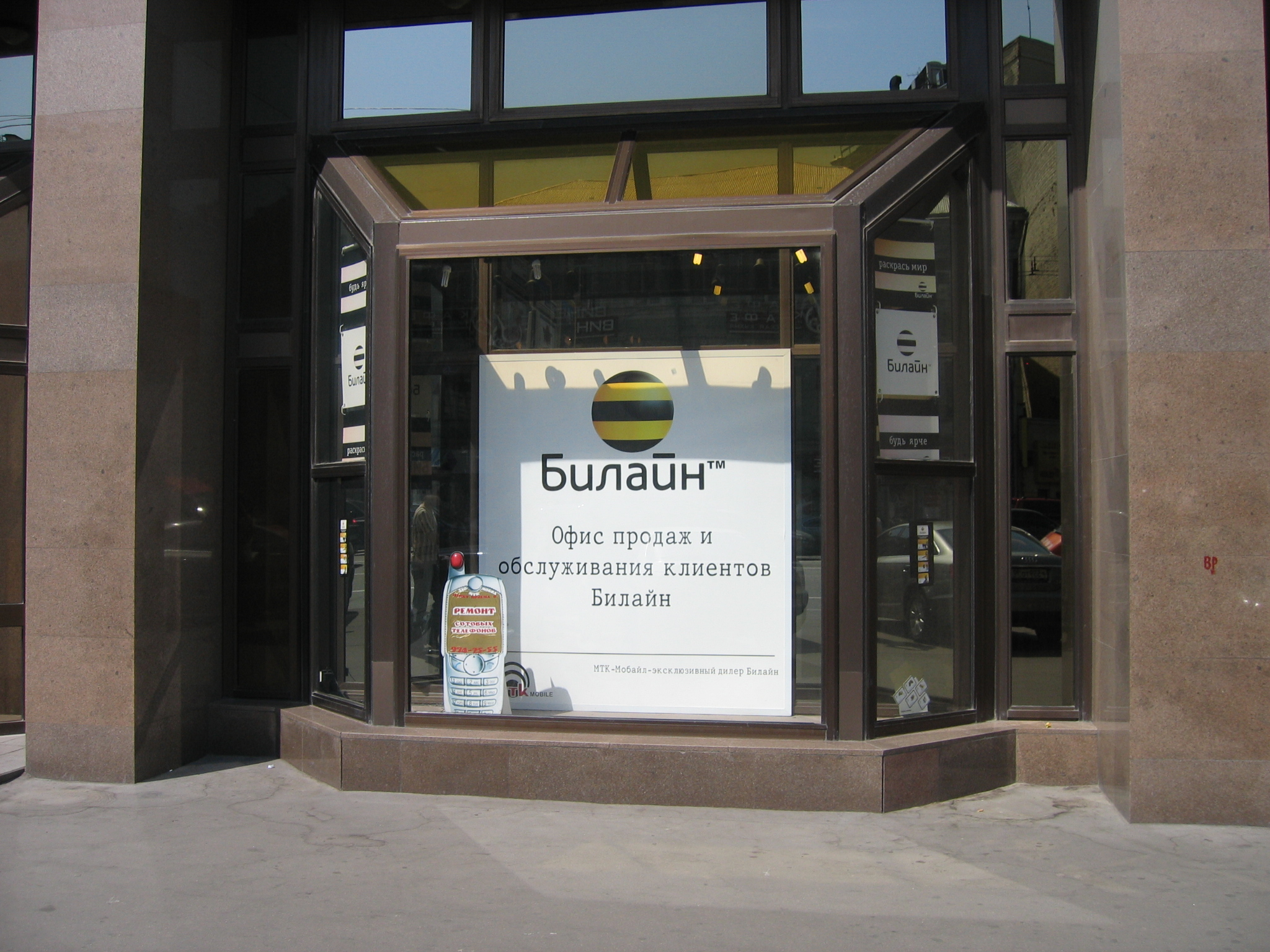
Ein Beeline-Servicecenter in Moskau

Beeline
Wind Telecomunicazioni
Djezzy (Algerien)
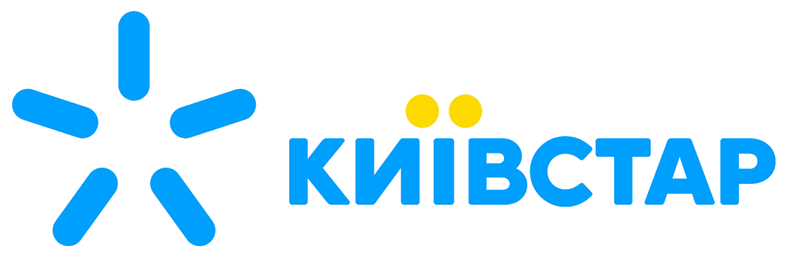
Kyivstar
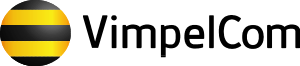
Ehemaliges Logo